# Erik Kakko
Erik Kakko, född 21 maj 1971 i Lahtis, är en finländsk före detta ishockeyspelare. Han har representerat svenska elitserieklubbar som Färjestads BK och Frölunda HC. Säsongen 2001/2002 vann han SM-guld med Färjestad och 2002/2003 med Frölunda. Han spelade sex säsonger för Pelicans i finska SM-liiga, med vilka han avslutade sin aktiva hockeykarriär efter säsongen 2009/2010.